# Jurij Szurkałow
Jurij Stiepanowicz Szurkałow (ros. Юрий Степанович Шуркалов; ur. 18 września 1949 w Czelabińsku) – rosyjski wioślarz reprezentujący ZSRR, srebrny medalista olimpijski.

## Kariera
Wystąpił na igrzyskach olimpijskich w Montrealu w 1976, gdzie osada ZSRR w składzie: Dmitrij Biechtieriew, Jurij Szurkałow i Jurij Łoriencson (sternik) zdobyła srebrny medal w dwójkach ze sternikiem. W wyścigu finałowym o 2,83 sekundy przegrali z osadą NRD, a o 1,46 sekundy wyprzedzili Czechosłowację. Był to jego jedyny start olimpijski.
Na rozgrywanych w 1975 mistrzostwach świata w Nottingham zajął czwarte miejsce w tej samej konkurencji. Radziecka osada przegrała tam walkę o medal z osadą RFN o 0,28 sekundy.
W latach 1975, 1977 i 1979 zdobywał mistrzostwo ZSRR. Kształcił się w Nowogrodzkim Instytucie Pedagogicznym i po zakończeniu kariery pracował jako trener. Odznaczony Medalem „Za pracowniczą dzielność” i tytułem Mistrza Sportu.